# میلن بونف
میلن بونف (بلغاری: Милен Бонев؛ زادهٔ ۱ ژوئیهٔ ۱۹۸۶) بازیکن فوتبال اهل بلغارستان است.